# Clusia savannarum
Clusia savannarum är en tvåhjärtbladig växtart som beskrevs av Bassett Maguire. Clusia savannarum ingår i släktet Clusia och familjen Clusiaceae. Inga underarter finns listade i Catalogue of Life.